# Sable Island
Sable Island (englisch) oder Île de Sable (französisch) ist eine Insel im Atlantik, die zur kanadischen Provinz Nova Scotia gehört. Die Insel liegt so nahe an den transatlantischen Schifffahrtsrouten, dass sie eines der gefährlichsten Hindernisse darstellt, seit Segelschiffe den Atlantik überqueren. Die Insel ist daher einer der bekanntesten Schiffsfriedhöfe. Seitdem Radar auf Schiffen gebräuchlich ist, ist die Anzahl der Schiffsunglücke an der Küste dieser Insel zurückgegangen. Die Insel Sable Island wird gelegentlich mit der Insel Cape Sable Island verwechselt.

## Geographie
Die Insel, die sich etwa 160 Kilometer südöstlich von Canso am gleichnamigen Kap der Nova-Scotia-Halbinsel und rund 290 Kilometer ostsüdöstlich von Halifax befindet, ist einer der abgelegensten Orte Kanadas. Sie ist ungefähr 42 Kilometer lang, maximal 1,3 Kilometer breit und halbmondförmig geschwungen. Sie ändert ihre Größe und Form durch die von Wind und Wellen verursachte Sedimentverdriftung, wobei sie langsam nach Osten wandert. Ihre Fläche beträgt etwa 31 Quadratkilometer. Die höchste Düne ist 40 Meter hoch. Ursprünglich wurde die Insel auf Französisch île de Sable ‚Sandinsel‘ benannt. Dieser Name wurde ins Englische übernommen.
Die Insel wird als Teil der Stadt Halifax verwaltet und ist Teil des District 13: Northwest Arm – South End and Sable Island.

## Geologie
Eine Theorie zur geologischen Entstehung der Insel geht von einem niedrigeren Meeresspiegel während der letzten Eiszeit vor 11.000 Jahren aus, eine andere hält es für möglich, dass der Sand durch Gletscher so weit vor die Küste geschoben wurde. Meeresströmungen und Stürme lassen die Dünen wandern; in den letzten mehreren hundert Jahren wurden Wanderungen von bis zu 44 Kilometern beobachtet.

## Geschichte
Die Insel ist als „Friedhof des Atlantiks“ berüchtigt, weil seit 1583 über 350 Schiffbrüche an ihrer Küste über 10.000 Seeleute das Leben kosteten. Ursache hierfür ist, dass die Insel sehr weit vor der Küste und in der Nähe von Schifffahrtsrouten liegt und zu einem Drittel des Jahres Nebel in diesem Gebiet die Sicht nimmt. Der stark abfallende Meeresboden kann außerdem zusammen mit starken Winden die See besonders stark aufwühlen. Viele dieser Schiffswracks liegen noch heute an der Küste der Insel. Spätestens seit dem 16. Jahrhundert kennen europäische Seefahrer diese Insel als Santa Cruz und I. da Crus. Als erster Europäer sichtete sie wohl der Portugiese João Alvares Fagundes spätestens 1521. 1546 verzeichnete der portugiesische Kartograf Joannes Freire die Insel als I. do Sable auf einer Karte, 1565 der Italiener Giacomo Gastaldi als Isolla del Arena.
Im März 1598 stellte Troilus du Mesgouez, Gouverneur von Neufrankreich, dem französischen Parlament einen Plan zur Besiedelung der Insel vor, um aus Fischerei und Pelzhandel Profite zu schlagen. Das Parlament genehmigte den Besiedlungsversuch, doch fanden sich keine Freiwilligen. Du Mesgouez bekam schließlich 50 oder 60 Strafgefangene zugeteilt, die er 1598 oder 1599 zusammen mit etwa zehn Soldaten und Vorräten für einen Winter auf die Insel verfrachtete. Die kleine Kolonie wurde auf Kosten du Mesgouez’ jährlich mit Vorräten versorgt. 1602 stellte er die Versorgung ein, ließ 1603 aber wieder ein Schiff die Insel anfahren. Zu diesem Zeitpunkt lebten nur noch 11 der Siedler, die übrigen hatten sich gegenseitig umgebracht oder waren an Krankheiten gestorben.
Weitere Ereignisse:
- 1738: Der Bischof von Boston, Andrew Le Mercier, sandte Leute und Vieh, darunter Pferde, aus, um zu versuchen, die Insel zu besiedeln, was aber scheiterte – das Vieh wurde von Fischern gestohlen, die Pferde verwilderten und pflanzten sich halbwild fort.
- 1801: Die erste Rettungsstation für Schiffbrüchige wurde auf der Insel gebaut und bis 1958 betrieben.
- 1863 strandete der britische Passagierdampfer Georgia der National Line (Vorbesitzer: Guion Line[4]) vor Sable Island, alle Personen an Bord überlebten.[5][6]
- 1873: Zwei Leuchttürme wurden an den Inselenden im Osten und Westen gebaut und von zwei Leuchtturmwärtern betreut. Wegen Landerosion wurde der Westturm 1883, 1888, 1917 und 1951 versetzt.
- 1875: Die Rettungsstation wurde durch eine Telegraphenleitung mit dem Festland verbunden.
- 1879 strandete der Passagierdampfer State of Virginia der britischen State Line am 15. Juni  vor Sable Island, 9 Menschen ertranken.[5][6]
- 1898: Südlich der Insel sank am 4. Juli 1898 der französische Passagierdampfer La Bourgogne nach der Kollision mit dem britischen Frachtensegeler Cromartyshire. 565 Menschen starben.[5]
- 1958: Der Betrieb der Rettungsstation wurde nach elf Jahren ohne Schiffsunglück eingestellt, die Leuchttürme wurden automatisiert.
- 1991: Der Notfunksender (EPIRB) des verschwundenen Fischtrawlers Andrea Gail wurde am Ufer von Sable Island gefunden.
- 1999: Nördlich von Sable Island wurden die ersten von 28 Offshore-Bohrplattformen für die Gasförderung aus naheliegenden Gasfeldern errichtet.
- 1999: Der bisher letzte Schiffbruch: Drei Männer wollten mit der „Merrimac“ von Newport über den Atlantik auf die Azoren segeln und benutzten eine Karte, auf der Sable Island nicht eingezeichnet war. Als der Tiefenmesser Alarm auslöste, gingen sie von einer Fehlfunktion aus und glaubten ihrer Karte, worauf sie am 27. Juli auf der Insel strandeten.
- 2024: Die Leichen eines Ehepaares wurden in einem auf Sable Island angespülten Rettungsboot ihrer Segelyacht gefunden.[7]

Der Betrieb der Seerettungsstation von 1801 bis 1958 wurde am 28. April 2021 zu einem „nationalen historischen Ereignis“ erklärt. Die Würdigung erfolgte auf Vorschlag des Historic Sites and Monuments Board of Canada durch die kanadische Regierung, vertreten durch den zuständigen Minister (aktuell den Umweltminister).
Der kanadische Umweltminister Jim Prentice und der Gouverneur von Nova Scotia John MacDonell unterzeichnen im Jahr 2010 eine Absichtserklärung, die die Insel unter Schutz stellen soll. Die Insel soll Nationalpark oder eine National Wildlife Area werden.

## Natur

### Naturschutz
Die Naturschutzorganisation Sable Island Preservation Trust kümmert sich um Schutz und Erhaltung der Natur dieser Insel. Im August 2012 wurde der Sable-Island-Nationalpark eingeweiht. Dieser wird durch Parks Canada verwaltet.

### Tierwelt

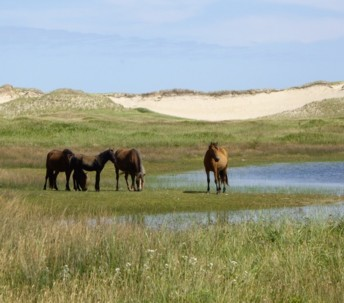
Sable-Island-Ponys

Bekannt ist die Insel auch bei Nicht-Seefahrern. Pferdeliebhaber kennen die Sable Island Ponys, halbwilde Pferde mit einer Population von (Stand 2014) 550 freilebenden Pferden, die Nachkommen von 1738 auf der Insel eingeführten Ponys sind, die anschließend verwildert sind.
Über 300 Vogelarten wurden auf der Insel beobachtet, von denen 15 regelmäßig auf Sable Island brüten. Außerdem gibt es fünf Robbenarten, von denen zwei ihre Jungen auf der Insel großziehen. Eher selten konnten Fledermäuse beobachtet werden.

## Klima
An 125 Tagen pro Jahr liegt die Insel im Nebel; diese häufigen Nebeltage stellen auch den wesentlichen Grund für die vielen Schiffsunglücke dar. Der Golfstrom sorgt für ein vergleichsweise mildes Klima, am wärmsten ist es im August mit durchschnittlich 17 °C und am kältesten im Februar mit durchschnittlich −1 °C. Der Niederschlag schwankt zwischen 90 und 150 mm monatlich.
|                       | Jan  | Feb  | Mär  | Apr | Mai | Jun  | Jul  | Aug  | Sep  | Okt  | Nov | Dez |   |      |
| Mittl. Tagesmax. (°C) | 2,7  | 1,8  | 2,8  | 5,5 | 9,2 | 13,3 | 18,1 | 20,0 | 18,3 | 14,1 | 9,9 | 5,2 | ⌀ | 10,1 |
| Mittl. Tagesmin. (°C) | −2,9 | −3,7 | −1,8 | 1,0 | 4,2 | 8,2  | 12,8 | 15,2 | 13,3 | 9,1  | 5,1 | 0,1 | ⌀ | 5,1  |
|                       |      |      |      |     |     |      |      |      |      |      |     |     |   |      |
| Niederschlag (mm)     | 131  | 113  | 111  | 95  | 93  | 79   | 85   | 113  | 88   | 105  | 127 | 132 | Σ | 1272 |
|                       |      |      |      |     |     |      |      |      |      |      |     |     |   |      |
| Sonnenstunden (h/d)   | 1,8  | 2,6  | 3,7  | 4,4 | 5,2 | 5,4  | 5,6  | 6,0  | 5,2  | 4,0  | 2,4 | 1,8 | ⌀ | 4    |
|                       |      |      |      |     |     |      |      |      |      |      |     |     |   |      |
| Regentage (d)         | 15   | 12   | 12   | 11  | 10  | 10   | 9    | 9    | 9    | 12   | 14  | 14  | Σ | 137  |
|                       |      |      |      |     |     |      |      |      |      |      |     |     |   |      |
| Luftfeuchtigkeit (%)  | 83   | 84   | 85   | 87  | 90  | 92   | 93   | 90   | 84   | 81   | 81  | 81  | ⌀ | 85,9 |

| −2,9 |

| −3,7 |

| −1,8 |

| 1,0 |

| 4,2 |

| 8,2 |

| 12,8 |

| 15,2 |

| 13,3 |

| 9,1 |

| 5,1 |

| 0,1 |

| −2,9 |

| −3,7 |

| −1,8 |

| 1,0 |

| 4,2 |

| 8,2 |

| 12,8 |

| 15,2 |

| 13,3 |

| 9,1 |

| 5,1 |

| 0,1 |

## Bevölkerung
Seit 1801 ist die Insel durchgängig bewohnt. 1996 gab es nur noch drei ständige Bewohner auf der Insel: den Aufsichtsbeamten Gerry Forbes sowie einen Techniker der Wetterstation und einen Handwerker, die bis sechs Monate am Stück auf der Insel verbrachten. 2008 zählte die Insel fünf ständige Bewohner.

## Wirtschaft
Sable Island liegt in einem der reichsten Fischfanggründe der Welt, was für kanadische Fischfangrechte relevant ist. Nördlich der Insel liegen sechs Gasfelder (Venture, South Venture, Thebaud, North Triumph, Glenelg und Alma) mit rund 85 Milliarden Kubikmetern förderbarem Erdgas. Das Sable Offshore Energy Project begann 1999 mit der Offshore-Erschließung, der Betrieb von bis zu 28 Bohrplattformen ist bis 2025 geplant. Die Wassertiefe an den Plattformen beträgt 20 bis 80 Meter.

## Funkstation
Wegen ihrer Abgeschiedenheit und des beschränkten Zutritts ist die Insel Ziel von Funkamateuren, die bei sogenannten DXpeditionen eine Funkstation mit dem seltenen Funkrufzeichen CY0AA auf der Insel betreiben. Im März 2023 waren Funkamateure unter dem Rufzeichen CY0S von Sable Island aus aktiv.

## Film
Moving Sands ist ein 60-minütiges Dokumentardrama von Phillipe Baylaucq über Sable Island aus Sicht der Inselbewohnerin Trixie Bouteilliers, die fünfjährig als Tochter des Insel-Aufsichtsbeamten 1885 auf die Insel zog und bis 1912 ihre Kindheit und Jugend, 25 Jahre, auf der Insel verbrachte. Der Film wurde 2002 mit Unterstützung des Sable Island Preservation Trust gedreht und hatte am 13. Oktober 2003 beim Atlantic Film Festival in Halifax Premiere.
Geographies of Solitude ist ein Dokumentarfilm von Jacquelyn Mills über die Künstlerin und Naturforscherin Zoe Lucas, die seit mehreren Jahrzehnten auf der Insel lebt und dort diverse Daten erhebt, etwa über die Biodiversität, die Pferde-Population oder den auf die Insel angeschwemmten Müll. Der Film hatte am 12. Februar 2022 bei den Internationalen Filmfestspielen Berlin Premiere.